# Monastère de Ježevica
Le monastère de Ježevica (en serbe cyrillique : Манастир Јежевица ; en serbe latin : Manastir Ježevica) est un monastère orthodoxe serbe situé à Ježevica, sur le territoire de la ville de Čačak et dans le district de Moravica , en Serbie. Il est inscrit sur la liste des monuments culturels de grande importance de la république de Serbie (identifiant no SK 185),,,.
L'église du monastère est dédiée à saint Nicolas. Depuis 2005, le monastère abrite à nouveau une communauté de religieux.

## Histoire et architecture

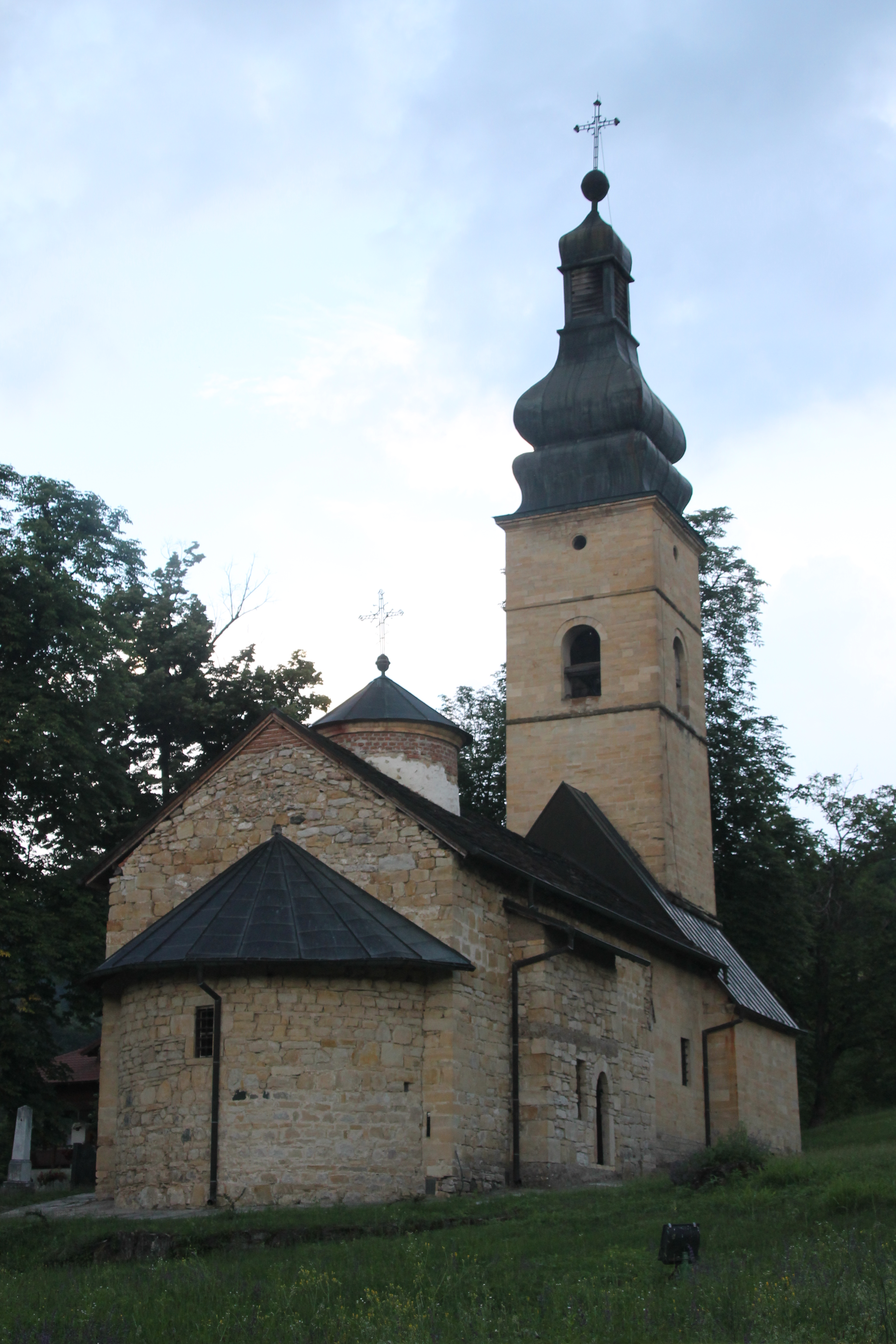
Autre vue de l'église.

Le monastère se trouve sur les pentes du mont Jelica, à proximité de Čačak.
Selon la tradition, l'église serait une fondation du roi Stefan Milutin et aurait été restaurée à l'époque de l'empereur Dušan,. En revanche, les données scientifiques montrent que l'église actuelle a été construite en deux phases, l'une à partir du XVIIe siècle, l'autre au XIXe siècle. L'église du XVIIe siècle suit le modèle des édifices de l'école rascienne ; elle est constituée d'une nef unique prolongée par une abside demi-circulaire et précédée par un narthex, qui, à l'origine, en était séparé par une haute cloison en bois ; à l'intérieur, elle est dominée par une coupole aveugle. Au milieu du XIXe siècle, une porte a été ouverte dans la partie septentrionale de la zone du chœur ; la façade occidentale et son portail ont été démolis pour permettre une extension du narthex et un haut clocher de style baroque, avec un bulbe aplati, une lanterne et une croix, a été construit, dominant la nouvelle façade occidentale.
Jusqu'en 2005, le monastère de Ježevica a servi d'église paroissiale au village ; depuis 2005, il est à nouveau habité par des religieux.

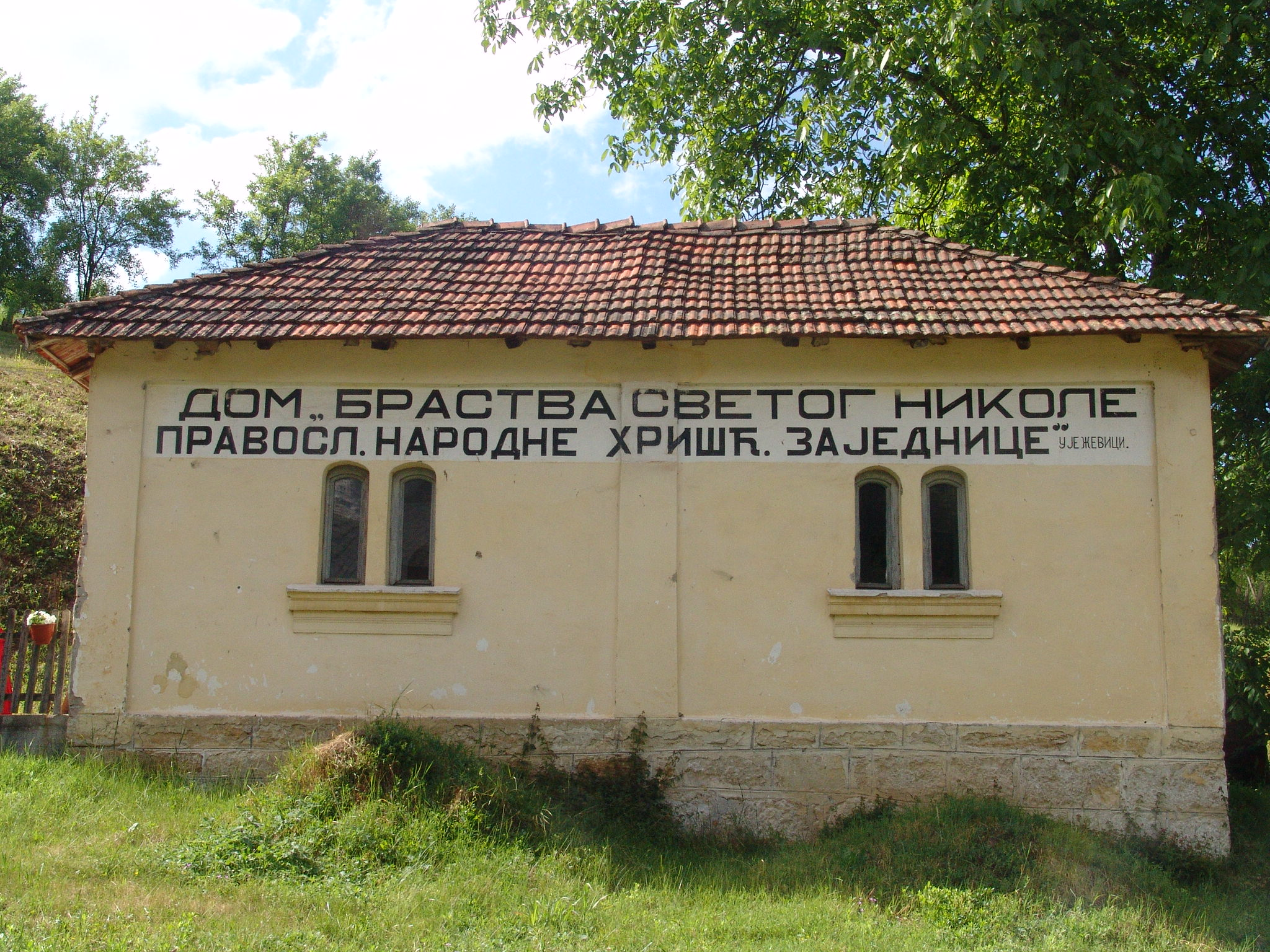
Le vieux konak du monastère.
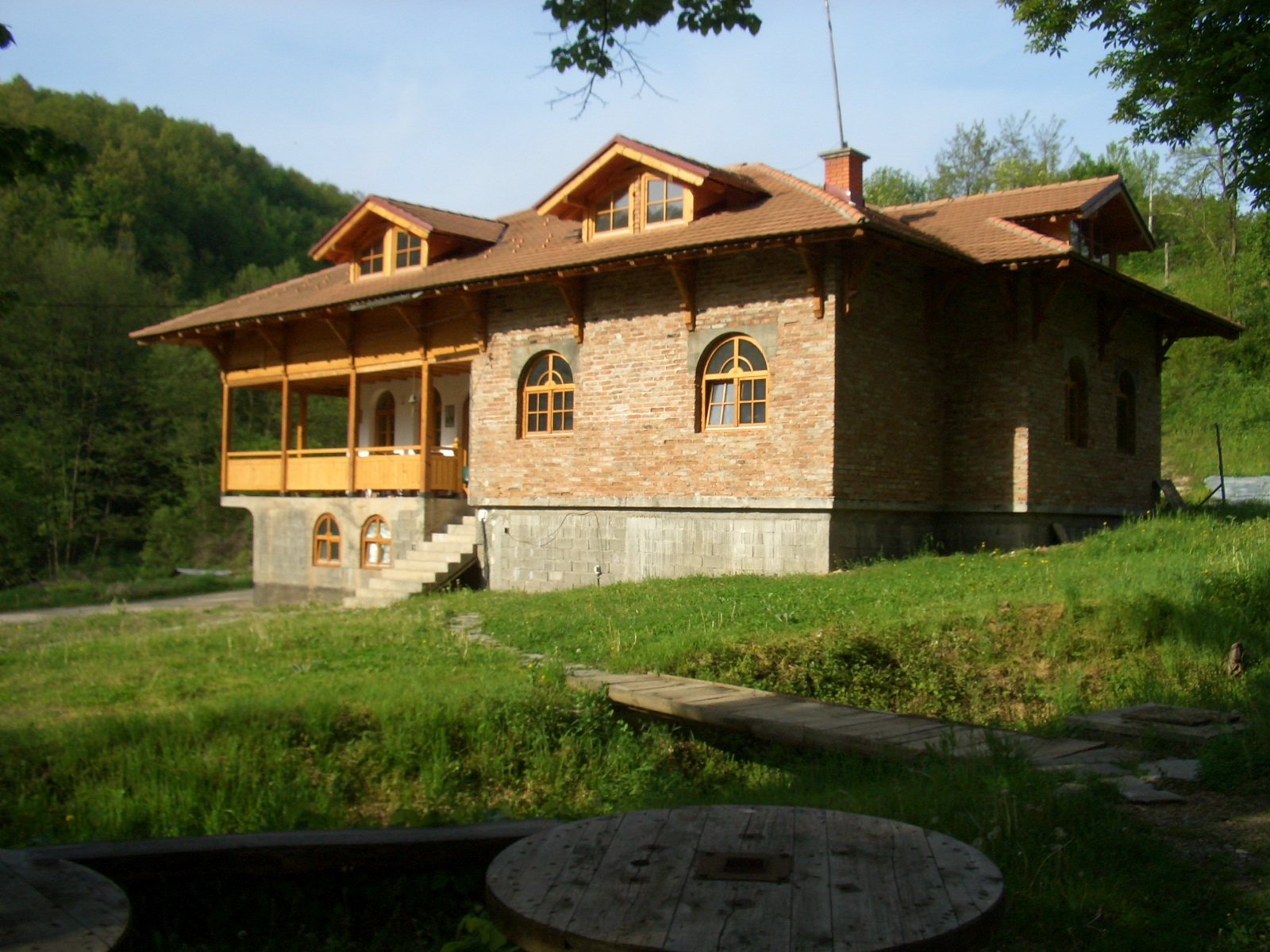
Le nouveau konak du monastère.

## Fresques et iconostase
L'église abrite des fresques, situées dans la partie de l'autel, peintes en 1609 par Georgije Mitrofanović. D'autres fresques ont été réalisées en 1637 dans la nef et le narthex avec des représentations tirées des Grandes fêtes liturgiques, de la Passion du Christ et de la Vie de la Mère de Dieu,.

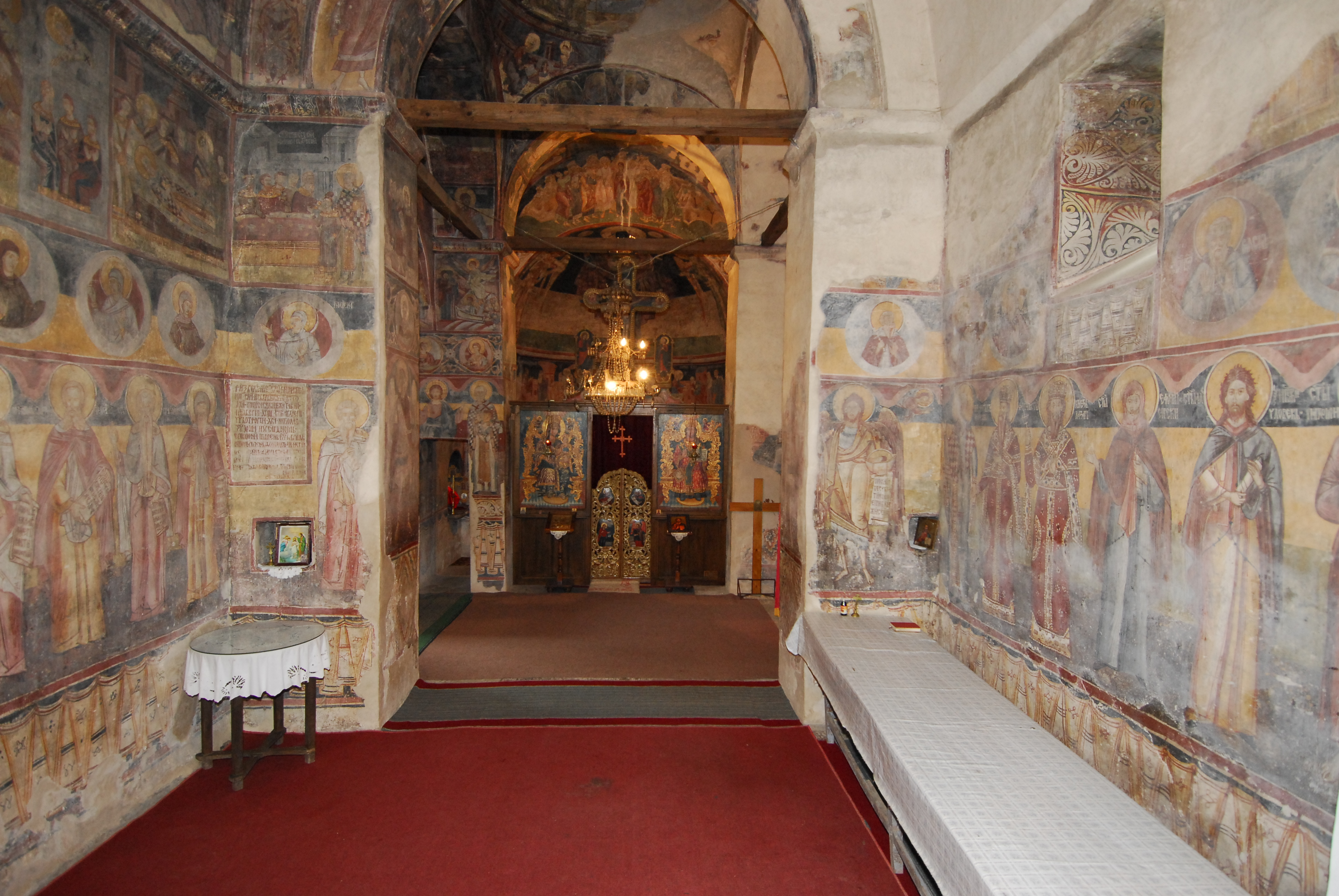
L'intérieur de l'église avec les fresques et l'iconostase.
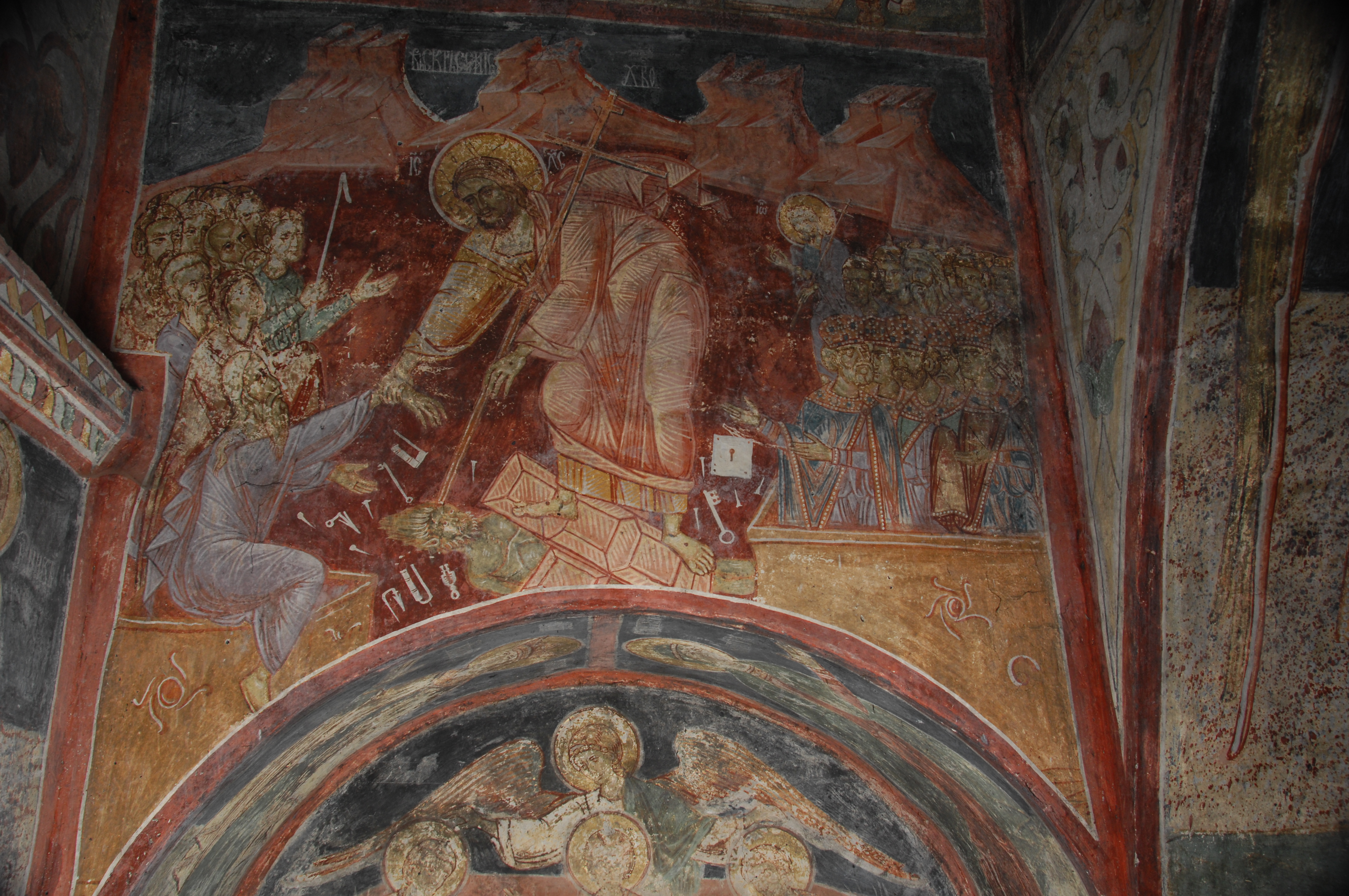
Fresques de l'autel.
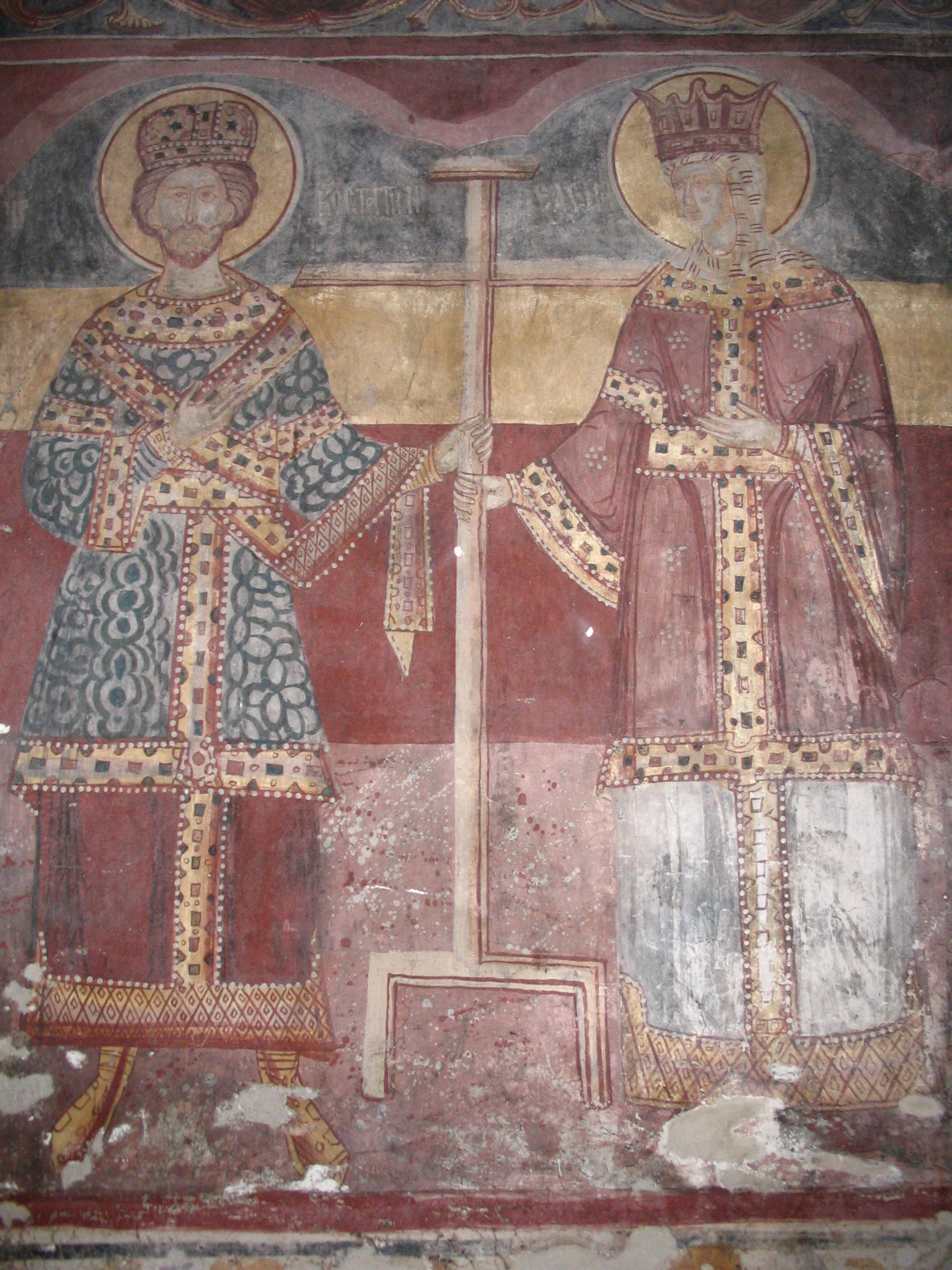
Saint Constantin et sainte Hélène.
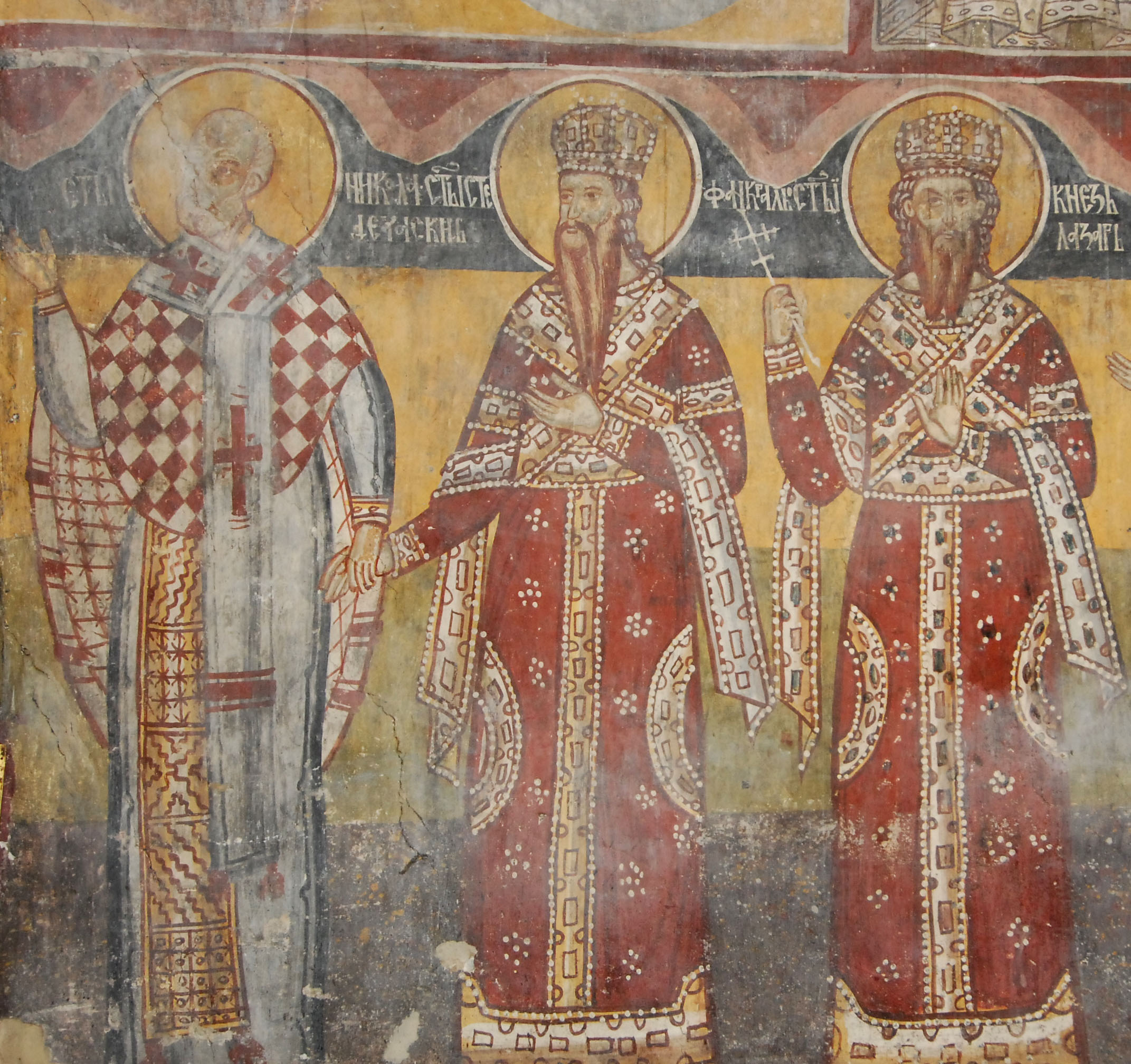
Saint Nicolas, saint Stefan Dečanski et le saint prince Lazare.

L'actuelle iconostase, qui remonte au XIXe siècle, a été peinte par Janko Mihailović Moler (1792-1853).

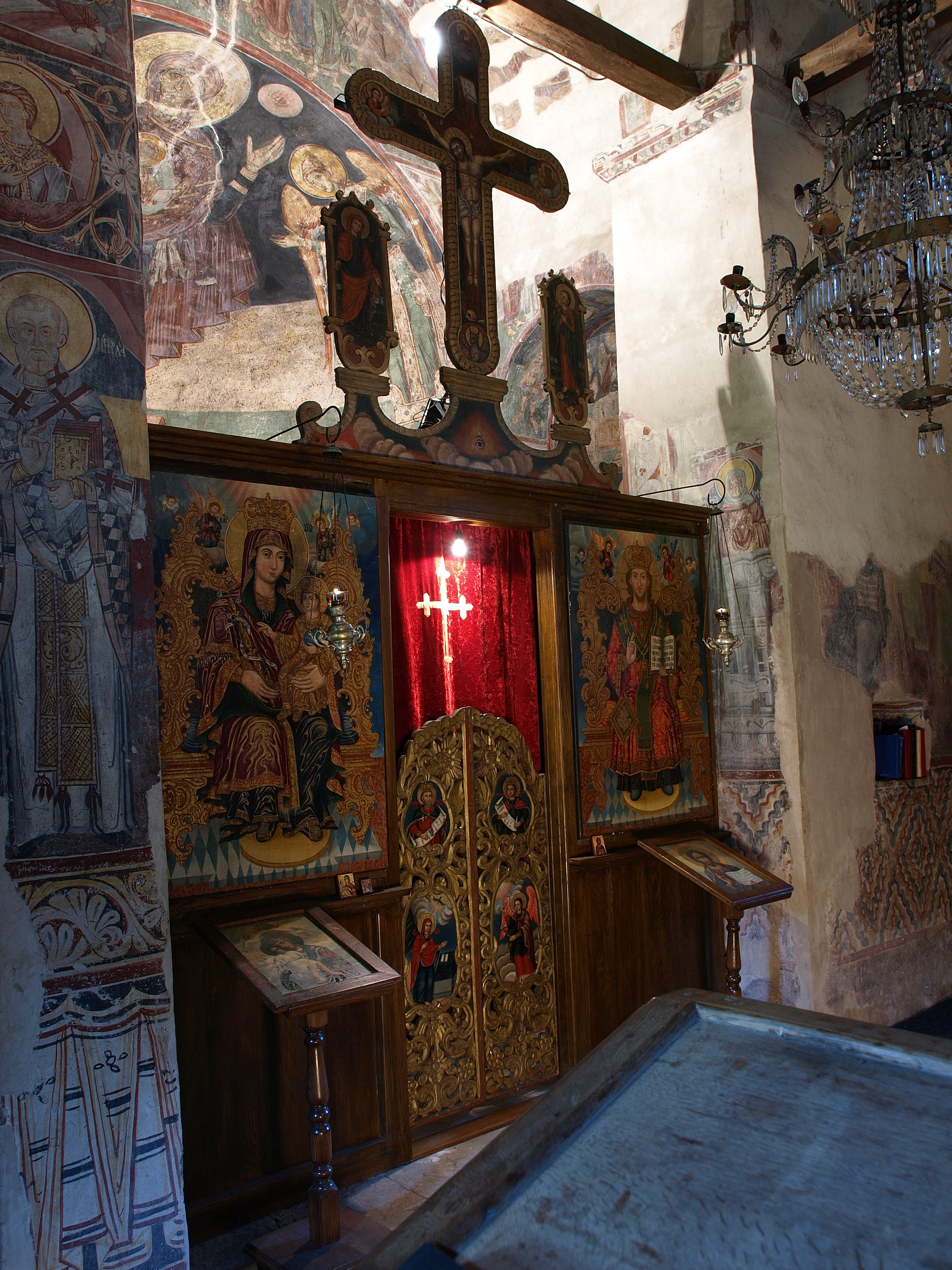
Détail de l'iconostase

## Trésor
La pièce la plus précieuse provenant du monanstère est l'Évangile de Ježevica (en serbe : Ježevičko jevanđelje) un manuscrit du XIVe siècle écrit sur parchemin ; il est composé de 183 feuilles écrites à deux période : la première, soit 34 feuilles, date de 1337 et la seconde de la fin du XIVe siècle. Il possède une couverture en bois recouverte de cuir gris qui mesure 22,5 × 17 cm. Aujourd'hui, cet évangile se trouve au musée national de Čačak.

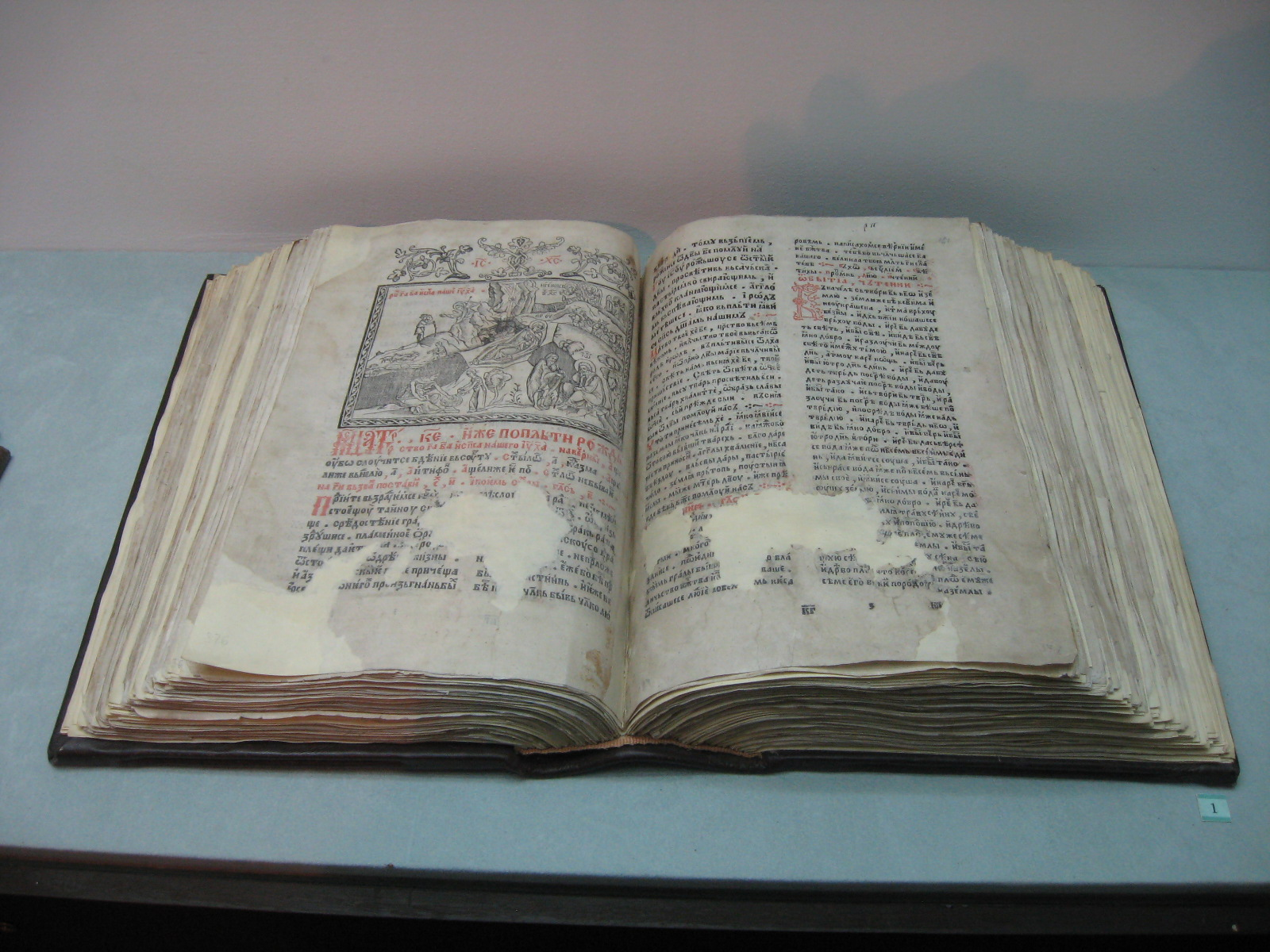
L'Évangile de Ježevica.